# 10265 Gunnarsson
10265 Gunnarsson (1978 RY6) là một tiểu hành tinh nằm phía ngoài của vành đai chính được phát hiện ngày 2 tháng 9 năm 1978 bởi C.-I. Lagerkvist ở Đài thiên văn Nam Âu.